# Otto Joachim (Komponist)
Otto Joachim, CQ (* 13. Oktober 1910 in Düsseldorf; † 30. Juli 2010 in Montreal) war ein kanadischer Komponist und Bratschist deutscher Herkunft.

## Leben
Joachim studierte bis 1928 an der Universität Düsseldorf und danach bis 1931 in Köln. Im Jahr 1934 floh er vor den Nationalsozialisten zunächst nach Singapur, dann nach Shanghai. 1949 ließ er sich in Montreal nieder. Ab 1956 gehörte er zwanzig Jahre lang dem Montreal Symphony Orchestra an und lehrte gleichzeitig zuerst an der McGill University, dann am Montreal Conservatory. Er war 1958 der Gründer und bis 1969 auch der Direktor des Montreal Consort of Ancient Instruments. Er  gründete 1955 mit Hyman Bress, Mildred Goodman und seinem Bruder Walter Joachim das Montreal String Quartet. 1956 gründete er sein eigenes Studio für elektronische Musik – das erste private seiner Art in Kanada. Zu seinen Kompositionen gehören Illumination II, Tribute to St. Romanus und Contrasts.
In der Dauerausstellung des Musée canadien des civilisations in Hull befinden sich zwei Gemälde von seiner Hand, Triptych und Dodecaphonism, sowie mehrere Repliken von Renaissanceinstrumenten aus seinem Besitz.

## Diskografie
- Elektroakustische Momente
- Presence II

## Filme
- 2001: Weltreise wider Willen – der Komponist Otto Joachim. Ein Film von Gabriele Faust, WDR.